# Port du Château
Le port du Château est le nouveau port de plaisance de Brest, situé au pied du château de Brest et destiné à servir de port d'escale pour les visiteurs et de port pour les grandes compétitions sportives à la voile. Sa situation à l'ouest de l'agglomération est plus propice à ces usages que le port de plaisance du Moulin-Blanc, situé à l'est, plus en fond de la rade de Brest et voué désormais à l'accueil des plaisanciers locaux.

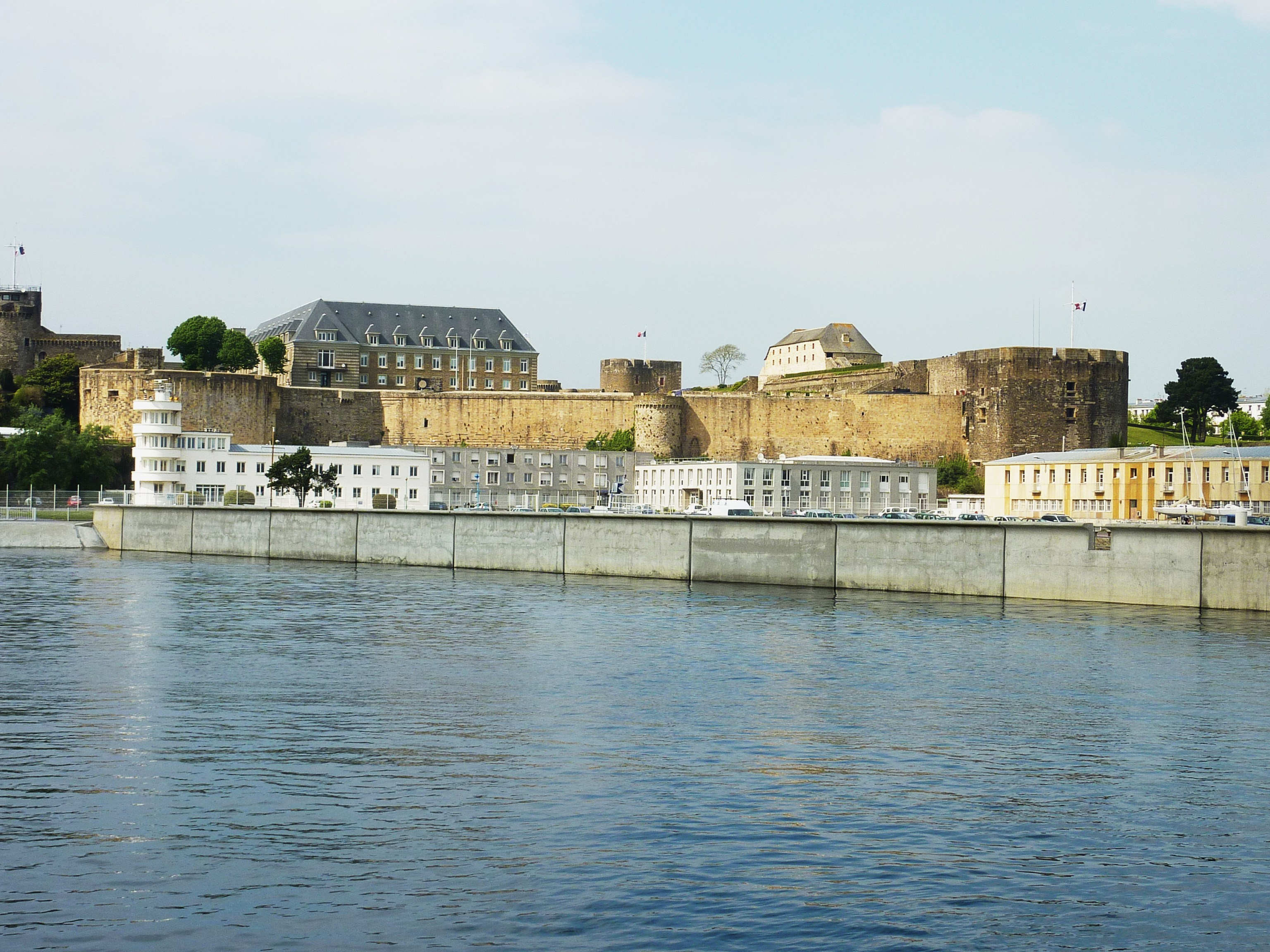
Le nouveau port de plaisance du château et le château de Brest
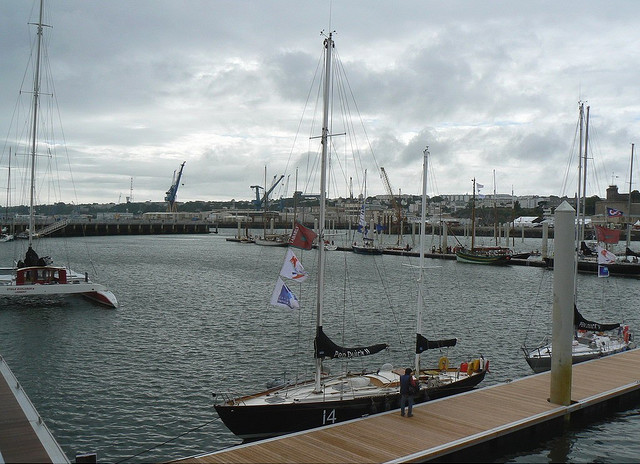
Le Pen-Duick II et le Pen-Duick V au mouillage en 2008 dans le port du château
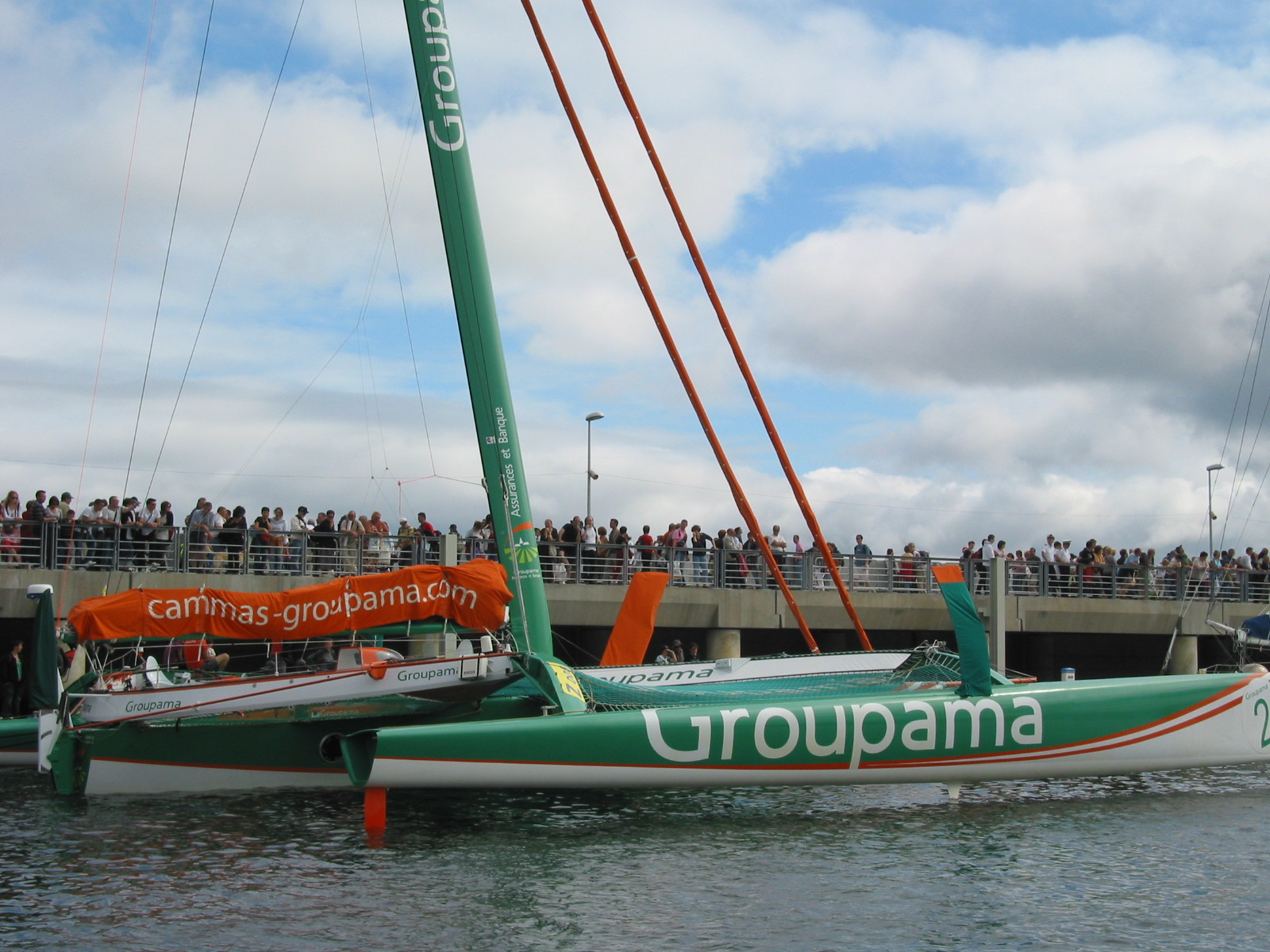
Groupama 2, bateau de Franck Cammas, en 2008 au nouveau port du château
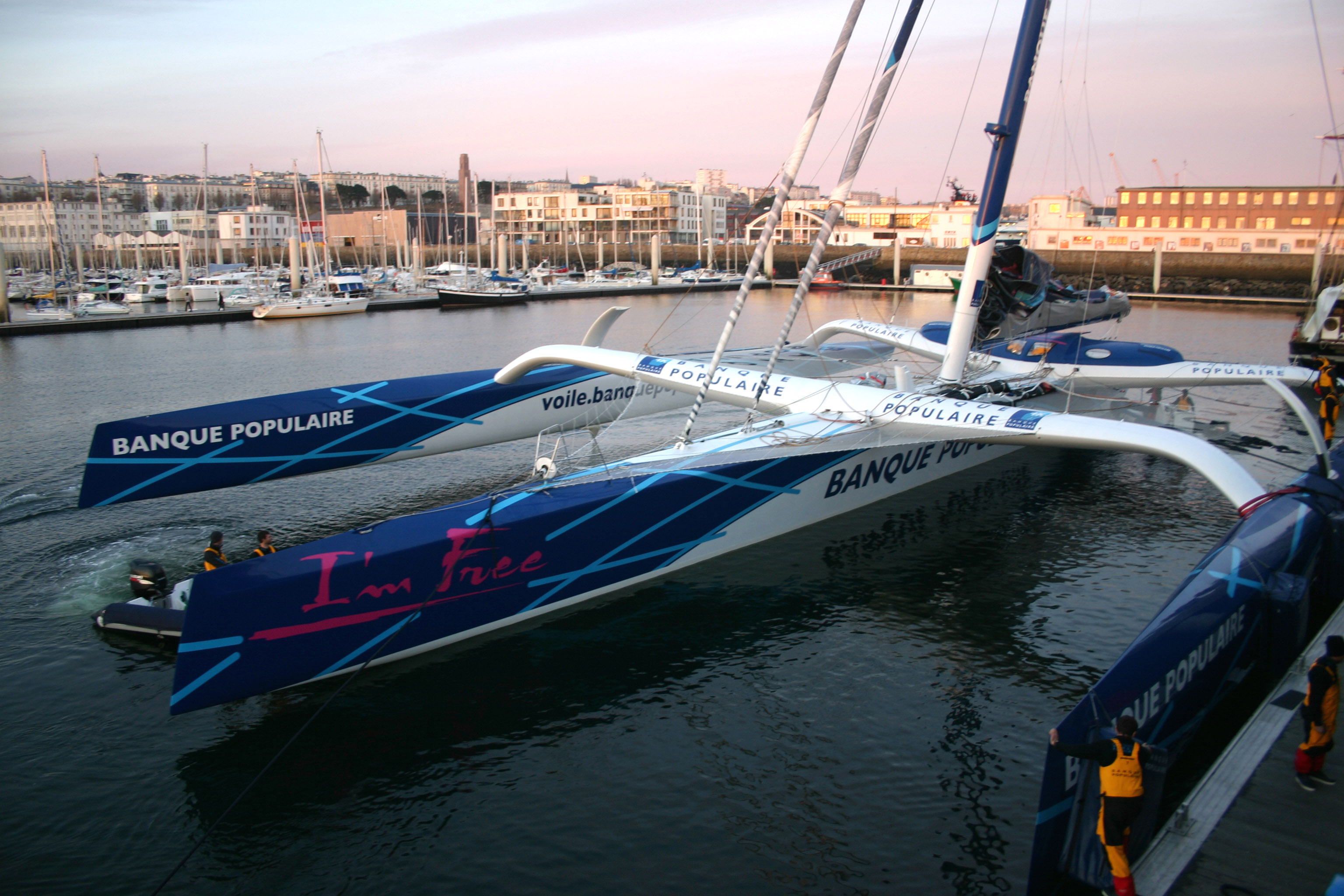
Le trimaran Banque populaire 5 dans le port du château à Brest

Brest a choisi de rendre hommage à ces navigateurs détenteurs de records en créant une promenade matérialisée par dix-neuf plaques de bronze marquées de leurs empreintes de mains et disposées tout au long du quai Éric Tabarly. Les plaques de bronze ont été réalisées par la fonderie Sulmon située à Plabennec. Du moulage des empreintes de mains au polissage de la plaque de bronze trois jours et demi ont été nécessaires. L'inauguration a eu lieu le 21 septembre 2013,.
- Dimensions : 70 cm × 70 cm
- Poids : 56 kg
- Matériau : bronze d'art